# اثر میان‌تراش

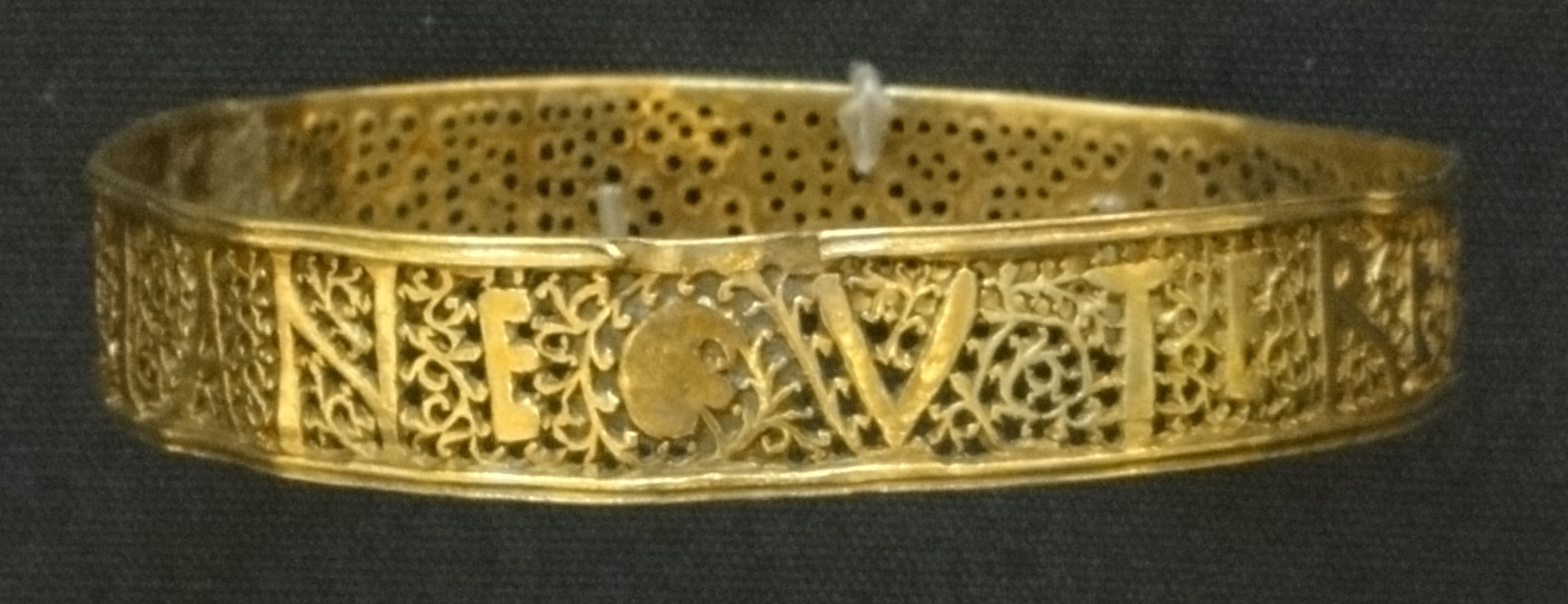
دستبند طلای روم باستان از هاکسن هورد که در بریتانیا یافت شد و پس از سال ۴۰۷ پس از میلاد مدفون شده بود، نام ژولیان بر آن نوشته شده‌است.

اثر میان‌تراش (به انگلیسی: Opus Interrasile) مشخص شده که «کار تراشیده یا خراشیده شده در میان» یک تکنیک فلزکاری مشبک‌کار سوراخ‌دار است که از قرن سوم پس از میلاد یافت شده‌است و محبوبیت خود را در جواهرات بیزانسی حفظ کرده‌است. این روش در رُم توسعه یافته و متداول شد، جایی که فلزکاران از آن برای ساختن اسلیمی‌ها و سایر طرح‌های مشابه استفاده کردند. این تکنیک شامل سوراخ کردن فلز برای شبیه‌سازی الگوهای مشبک، جواهرات مشبک‌کار طلا و غیره است. اغلب بر روی فلز الگوها کشیده می‌شد و سپس از ابزارهای مختلفی برای برداشتن قطعات مورد نظر استفاده می‌شد.
این تکنیک ممکن است به‌طور کلی به عنوان مشبک‌کار یا سوراخ‌دار شناخته شود. تکنیکی مشابه در ژاپن، سوکاشیبوری نامیده می‌شود و در هنر بودایی نیز یافت می‌شود. در جواهرسازی، سفالگری و معماری ایران (مثلا در اُرُسی‌ها) نیز از تکنیک مشابهی برای مشبک‌کاری استفاده می‌شود.